# Педан, Александр Сергеевич
Александр Сергеевич Педан (укр. Олександр Сергійович Педан; род. 24 марта 1982 года, Хмельницкий) — украинский актёр, шоумен, телеведущий и видеоблогер.

## Биография
Родился 24 марта 1982 года в городе Хмельницкий. Родители — отец Сергей Иосифович и мать Валентина Николаевна познакомились в танцевальном
ансамбле при университете. Александр стал их третьим ребёнком — у ведущего два старших брата.
После окончания школы Александр поступил на экономический факультет Хмельницкого университета управления и права. В 2004 году получил диплом «менеджера-экономиста».
В 2006 году переехал в Киев.

## Карьера
Александр Педан мечтал стать актёром с детства, ещё в школе участвовал в художественной самодеятельности. Окончил театральное отделение Хмельницкой школы искусств. 13 лет занимался украинским народным танцем, поскольку отец был хореографом Ансамбля украинского народного танца.

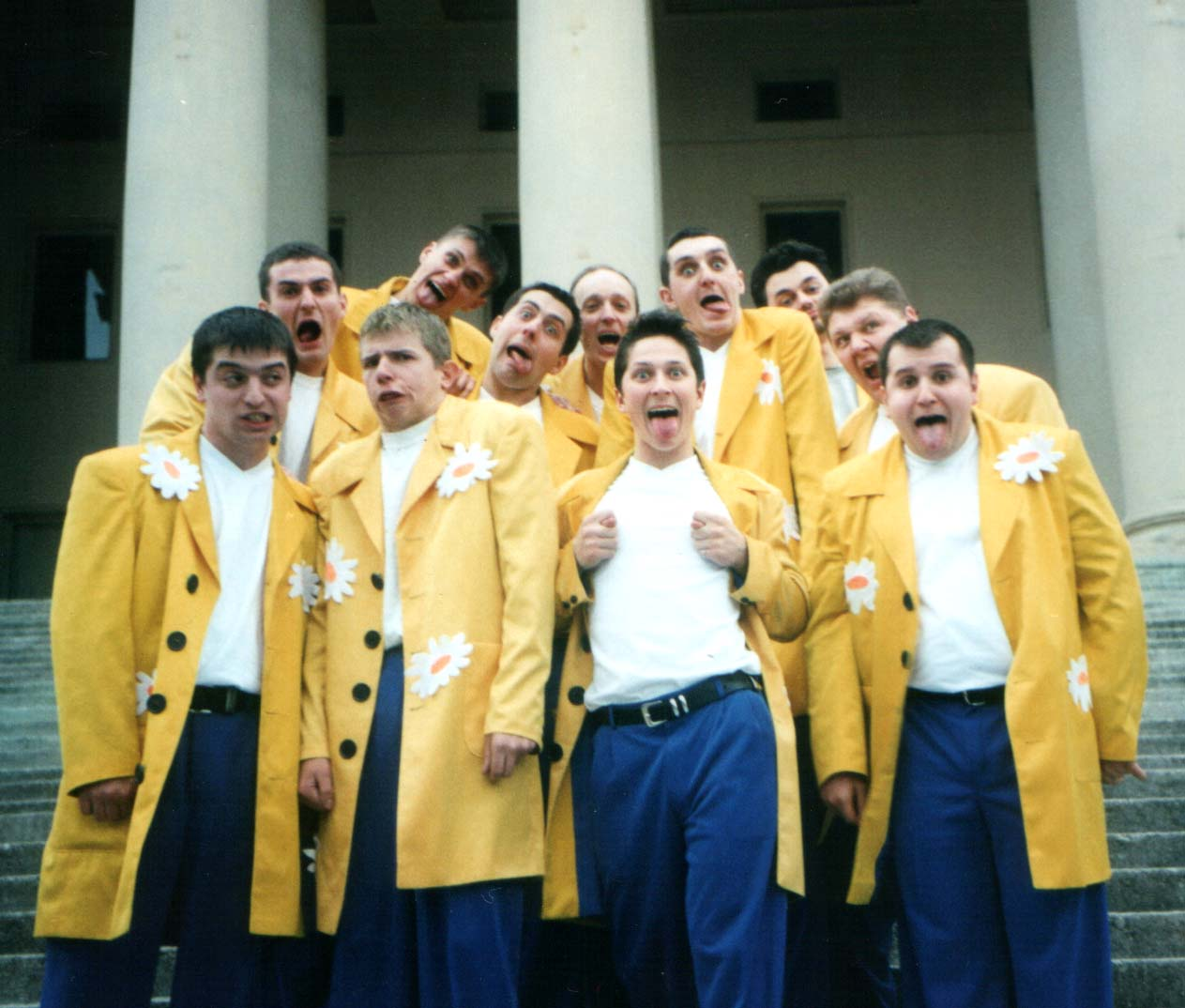
Команда КВН «Три толстяка»

Девять лет Александр Педан посвятил КВН. В 16 лет стал участником команды КВН Хмельницкого национального университета. Принимал участие в турнирах Ассоциации КВН Украины в составе команд «Стильный ветер» и «TM-TV». Играл за телевизионную команду Высшей украинской лиги КВН «Три толстяка», основную часть которой составляли уже опытные КВН-щики. Придя в команду в качестве танцора, Педан быстро вошёл в число лидеров, стал активным участником творческого процесса — писал тексты, ставил номера.
Принимал участие в ряде международных фестивалей КВН в Сочи и Юрмале.
В 2006 году стал ведущим Comedy Club Ukraine, а также участником еженедельных вечеринок клуба и телеверсий. Яркий индивидуальный образ конферансье подарил ему творческий псевдоним — Александр «Ангел» Педан.
С 2008 по май 2011 года был вместе с Ольгой Фреймут и Сергеем Притулой одним из ведущих утреннего шоу «Подъём» на «Новом канале». Эту троицу ведущих называют одной из самых успешных за всё время существования утреннего шоу на Новом канале.
В 2008 году вёл шоу «Украина слезам не верит» с Машей Ефросининой и Сергеем Притулой, Дмитрием Коляденко, Андреем Доманским, Анастасией Касиловой и ведущим Сергеем Кузиным.

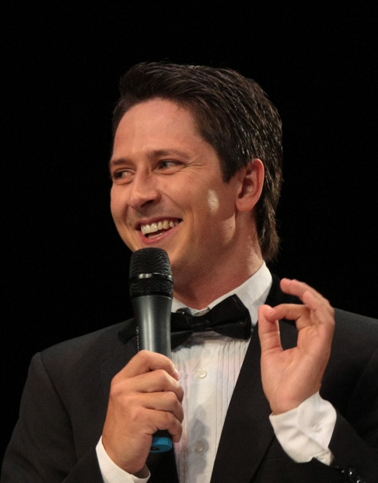
Александр Педан в 2010 году

В 2010—2011 года был судьёй шоу «Пой, если сможешь» с ведущими Сергеем Притулой и Машей Ефросининой. В 2011 году стал ведущим экстремального шоу «Я — Герой!» с Сергеем Притулой и чемпионкой мира по спортивной гимнастике Лилией Подкопаевой. Также в 2011 году Александр Педан становится ведущим шоу «Интуиция» — своего первого сольного проекта на «Новом канале».
С марта по июнь 2012 года вёл шоу «Пакуй валізи», в котором примерил множество образов: Леди Гага, Безумный Шляпник из «Алисы в стране чудес», грозный Пират, колоритная Цыганка, Балерина, Гаишник, Крёстный отец, Гарри Поттер, Супермен и другие. За 12 программ сезона сменил 16 образов.
В марте 2012 года Александр Педан становится судьёй в шоу «Хто зверху?». Ведущие проекта Ольга Фреймут и Сергей Притула в шутку называют Педана «голос сверху», «верховный судья», так как Педан не появляется в кадре, а зрители слышат только его голос. В марте 2013 года стартовала решающая битва полов в шоу «Хто зверху?».
Лето 2012 года — вместе с Ольгой Фреймут и Сергеем Притулой вёл шоу «КабріоЛіто». 10 марта 2013 года на «Новом канале» стартовал информационно-развлекательный вечерний проект «Педан — Притула Шоу». Педан стал ведущим и креативным продюсером шоу вместе с Сергеем Притулой.
Осень 2016 — вместе с гипнотизёром Владимиром Ефимовым вёл шоу «Зірки під гіпнозом».
В 2020-м году стал вести телевизионное шоу «Improv Live Show» на украинском телевидении вместо Евгения Кошевого.
Имеет также видеоканал на YouTube — «ПЕДАН МОЖЕТ».

## Телепроекты
- «Comedy Club UA»
- «Подъём»
- «Сделай мне смешно»
- «Интуиция»
- «Пакуй валізи»
- «Хто зверху?»
- «Я — Герой!»
- «КабріоЛіто»
- «Педан — Притула Шоу»
- «Сердца Трех»
- «Відбір Євробачення 2016»
- «Зірки під гіпнозом»
- «Эксы»
- «Improv Live Show»
- «Eurovision 2025» - комментатор ,совместно с Тимуром Мирошниченко

## Семья
Отец — Сергей Иосифович Педан, руководитель народного ансамбля танца «Подолье». Мать — Валентина Николаевна Педан, преподаватель в университете.
Жена — Инна Педан, преподаватель английского языка в одной из гимназий Киева. Дочь — Валерия (род. 25 марта 2005 года), сын — Марк (род. 26 декабря 2016).